# Kromat
| Strukturformel               | Strukturformel                 |
| Molekylmodell                | Molekylmodell                  |
| Exempel på en kromatförening | Exempel på en dikromatförening |
| Kromat (CrO42–)              | Dikromat (Cr2O72–)             |

Kromater är salter av kromsyra och dikromater är salter av dikromsyra.
Kromatjonen är analog med sulfatjonen och består av en kromatom i oxidationstillstånd +6 omgiven av fyra syreatomer i oxidationstillstånd -2. Tillsammans ger de en tvåvärt negativ jon med formeln CrO42–.
Dikromatjonen är analog med pyrosulfatjonen och består av två kromatjoner som delar en syreatom. Den har formeln Cr2O72–.

## Egenskaper
Löst i vatten bildar kromat- och dikromat-joner kemisk jämvikt.
{\displaystyle {\rm {2\ CrO_{4}^{2-}+2\ H_{3}O^{+}\leftrightharpoons Cr_{2}O_{7}^{2-}+3\ H_{2}O}}}
Jämviktskonstanten kan justeras mot dikromat genom att göra lösningen surare och följaktligen mot kromat genom att göra den mer basisk. Eftersom ett kromat-salt ofta har en gulare färg än motsvarande dikromat gör att kromatsalter kan användas som pH-indikator.